# اودیسیاس ولاخودیموش
اودیسیاس ولاچودیموش (یونانی: Οδυσσέας Βλαχοδήμος، زادهٔ ۲۶ آوریل ۱۹۹۴) بازیکن فوتبال اهل یونان است که در پست دروازه‌بان برای باشگاه ناتینگهام فارست در لیگ برتر فوتبال انگلستان بازی می‌کند.

## افتخارات
بنفیکا
- لیگ برتر فوتبال پرتغال: ۱۹–۲۰۱۸ و ۲۰۲۲–۲۰۲۳
- سوپر جام فوتبال پرتغال:۲۰۱۹ و ۲۰۲۳

آلمان
- مسابقات قهرمانی زیر ۲۱ سال اروپا: ۲۰۱۷[۱]

### افتخارات فردی
- مدال فریتس والتر برنز زیر ۱۷ سال : ۲۰۱۱[۲]
- بهترین دروازه‌بان ماه لیگ برتر فوتبال پرتغال : فوریه ۲۰۱۹ و سپتامبر ۲۰۲۳
- جایزه بازی جوانمردانه لیگ برتر فوتبال پرتغال : ۲۰۲۱–۲۰۲۲